# Sergiolus cyaneiventris
Sergiolus cyaneiventris är en spindelart som beskrevs av Simon 1893. Sergiolus cyaneiventris ingår i släktet Sergiolus och familjen plattbuksspindlar. Inga underarter finns listade i Catalogue of Life.